# Norberto Menéndez
Norberto Menéndez (14 décembre 1936 à Buenos Aires – 26 mai 1994 dans la même ville) était un footballeur argentin qui évoluait au poste d'attaquant.

## Carrière

### Titres en club
| Saison | Club         | Titre                      |
| ------ | ------------ | -------------------------- |
| 1955   | River Plate  | Primera División Argentina |
| 1956   | River Plate  | Primera División Argentina |
| 1957   | River Plate  | Primera División Argentina |
| 1962   | Boca Juniors | Primera División Argentina |
| 1964   | Boca Juniors | Primera División Argentina |
| 1965   | Boca Juniors | Primera División Argentina |